# ソノラ州

ソノラ州
Estado Libre y Soberano de Sonora

ソノラ州（ソノラしゅう、スペイン語: Estado de Sonora）は、メキシコ北西部に位置する州。東はチワワ州に接し、南はシナロア州、北西はバハ・カリフォルニア州に接する。北はアメリカ合衆国のアリゾナ州に接し、西はカリフォルニア湾（コルテス海）に面する。
州都はエルモシージョである。2010年国勢調査での人口は2,662,432人。

ソノラ州の主な産業は畜産業と鉱業である。また、風光明媚な海岸で観光客に人気がある。
州の大半をソノラ砂漠が占める。

## 主要都市
- エルモシージョ
- シウダ・オブレゴン
- ノガレス
- サンルイス・リオ・コロラド
- ナボホア
- グアイマス
- アラモス
- イェコラ